# Eino Salmelainen

Eino Salmelainen.

Eino Johannes Salmelainen, född 30 november 1893 i Ikalis, död 16 april 1975 i Tammerfors, var en finländsk teaterchef och regissör. 
Salmelainen var 1916–1925 teaterkritiker vid Aamulehti i Tammerfors och därefter chef för Tammerfors teater 1925–1934, för Helsingin kansanteatteri 1934–1940, för Uusi teatteri i Helsingfors 1940–1942 och för Tammerfors arbetarteater 1943–1964; sistnämnda scen utvecklades under hans ledning till en av landets konstnärligt sett främsta. Han var en särpräglad personlighet, som i hög grad tryckte sin prägel på den inhemska regissörs- och skådespelarkonsten. Som regissör förenade han realism med djärva visioner. Han tog sig särskilt an den folkliga teatern. Han utgav sina minnen om teater och teaterfolk i inte mindre än tolv volymer, i vilka han berättar med personlig skärpa och ger en inträngande analys av pjäser och teaterfrågor. Han tilldelades teaterråds titel 1951, Pro Finlandia-medaljen 1958 och professors titel 1963.